# IC 1044
IC 1044 ist eine Spiralgalaxie vom Hubble-Typ Ss im Sternbild Bärenhüter am Nordsternhimmel. Sie ist rund 377 Millionen Lichtjahre von der Milchstraße entfernt.
Das Objekt wurde am 24. Mai 1892 von Stéphane Javelle entdeckt.